# Island Games 2001
Die Island Games 2001 waren die neunte Auflage der Spiele. Sie fanden vom 9. bis zum 13. Juli 2001 zum zweiten Mal nach 1985 auf der Isle of Man statt. Es nahmen 2020 Athleten teil.

## Teilnehmende Inseln
| - Åland - Alderney - Anglesey/Ynys Môn - Falklandinseln - Färöer | - Frøya - Gibraltar - Gotland - Grönland - Guernsey | - Hitra - Isle of Man - Isle of Wight - Jersey - Cayman Islands | - Orkney - Prince Edward Island - Rhodos - Saaremaa - St. Helena, Ascension und Tristan da Cunha | - Sark - Shetlandinseln |

## Sportarten
| - Badminton – Resultate (PDF; 281 kB) - Basketball – Resultate (PDF; 88 kB) - Bogenschießen – Resultate (PDF; 149 kB) - Fußball – Resultate (PDF; 105 kB) - Golf – Resultate (PDF; 148 kB) | - Leichtathletik – Resultate (PDF; 864 kB) - Radsport – Resultate (PDF; 209 kB) - Schießen – Resultate (PDF; 679 kB) - Schwimmsport – Resultate (PDF; 969 kB) - Segeln – Resultate (PDF; 93 kB) | - Tennis – Resultate (PDF; 253 kB) - Tischtennis – Resultate (PDF; 263 kB) - Triathlon – Resultate (PDF; 882 kB) - Turnen – Resultate (PDF; 381 kB) - Volleyball – Resultate (PDF; 112 kB) |

## Medaillenspiegel
| Rang | Land                                       | Gold | Silber | Bronze | Gesamt |
| ---- | ------------------------------------------ | ---- | ------ | ------ | ------ |
| 1    | Jersey                                     | 51   | 42     | 39     | 132    |
| 2    | Isle of Man                                | 41   | 25     | 39     | 105    |
| 3    | Gotland                                    | 20   | 14     | 17     | 51     |
| 4    | Guernsey                                   | 18   | 38     | 25     | 81     |
| 5    | Färöer                                     | 15   | 12     | 13     | 40     |
| 6    | Åland                                      | 11   | 13     | 5      | 29     |
| 7    | Isle of Wight                              | 11   | 8      | 16     | 35     |
| 8    | Cayman Islands                             | 10   | 8      | 11     | 29     |
| 8    | Rhodos                                     | 10   | 8      | 11     | 29     |
| 10   | Saaremaa                                   | 5    | 7      | 7      | 19     |
| 11   | Shetlandinseln                             | 2    | 6      | 10     | 18     |
| 12   | Anglesey/Ynys Môn                          | 2    | 5      | 2      | 9      |
| 13   | Gibraltar                                  | 0    | 3      | 10     | 13     |
| 14   | Grönland                                   | 0    | 3      | 1      | 4      |
| 15   | Orkney                                     | 0    | 2      | 2      | 4      |
| 16   | Prince Edward Island                       | 0    | 0      | 1      | 1      |
| 17   | Alderney                                   | 0    | 0      | 0      | 0      |
| 17   | Falklandinseln                             | 0    | 0      | 0      | 0      |
| 17   | Frøya                                      | 0    | 0      | 0      | 0      |
| 17   | Hitra                                      | 0    | 0      | 0      | 0      |
| 17   | St. Helena, Ascension und Tristan da Cunha | 0    | 0      | 0      | 0      |
| 17   | Sark                                       | 0    | 0      | 0      | 0      |

Jersey gewann somit zum vierten Mal die Medaillenwertung.